# Шато О-Марбюзе

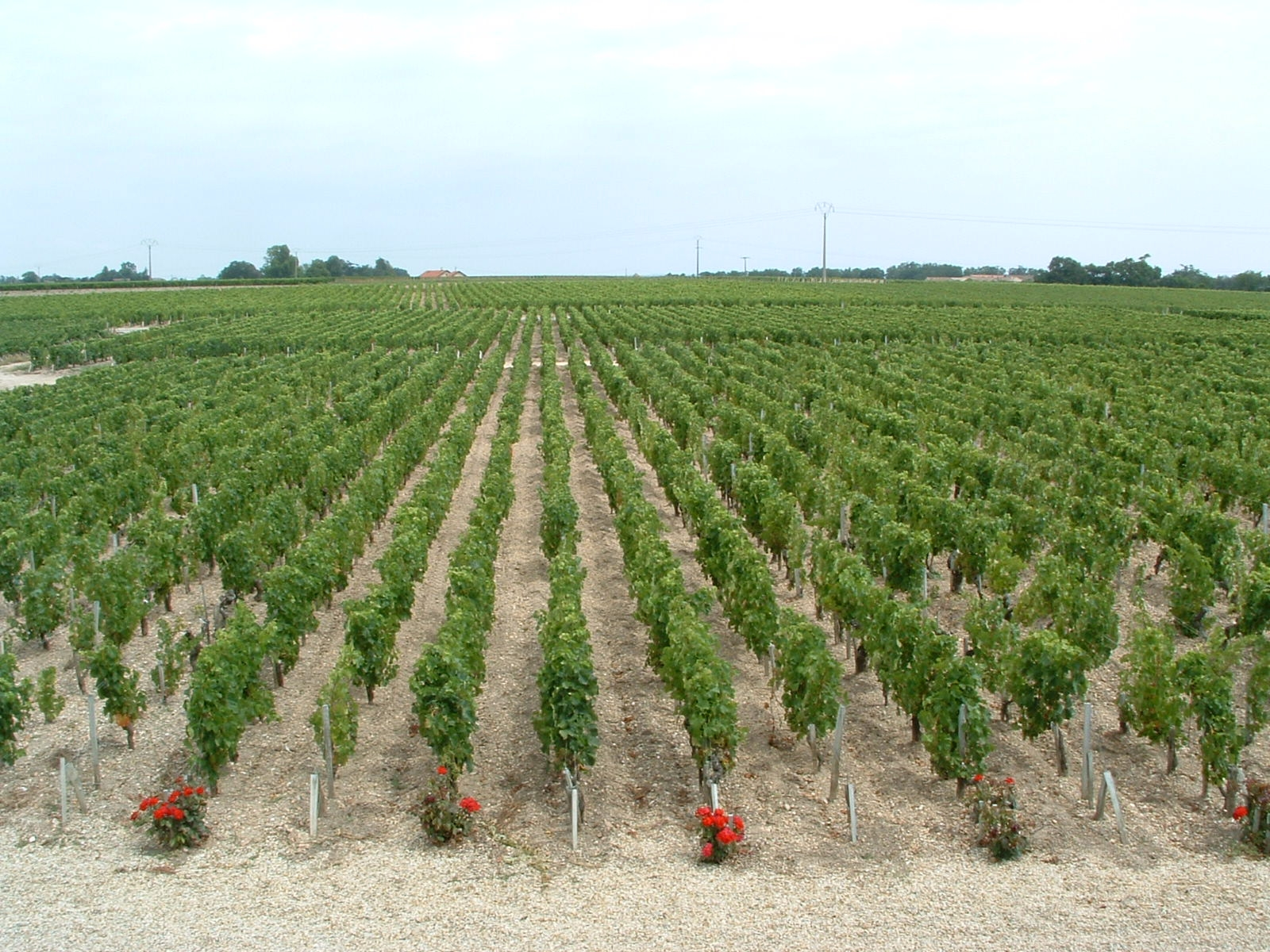

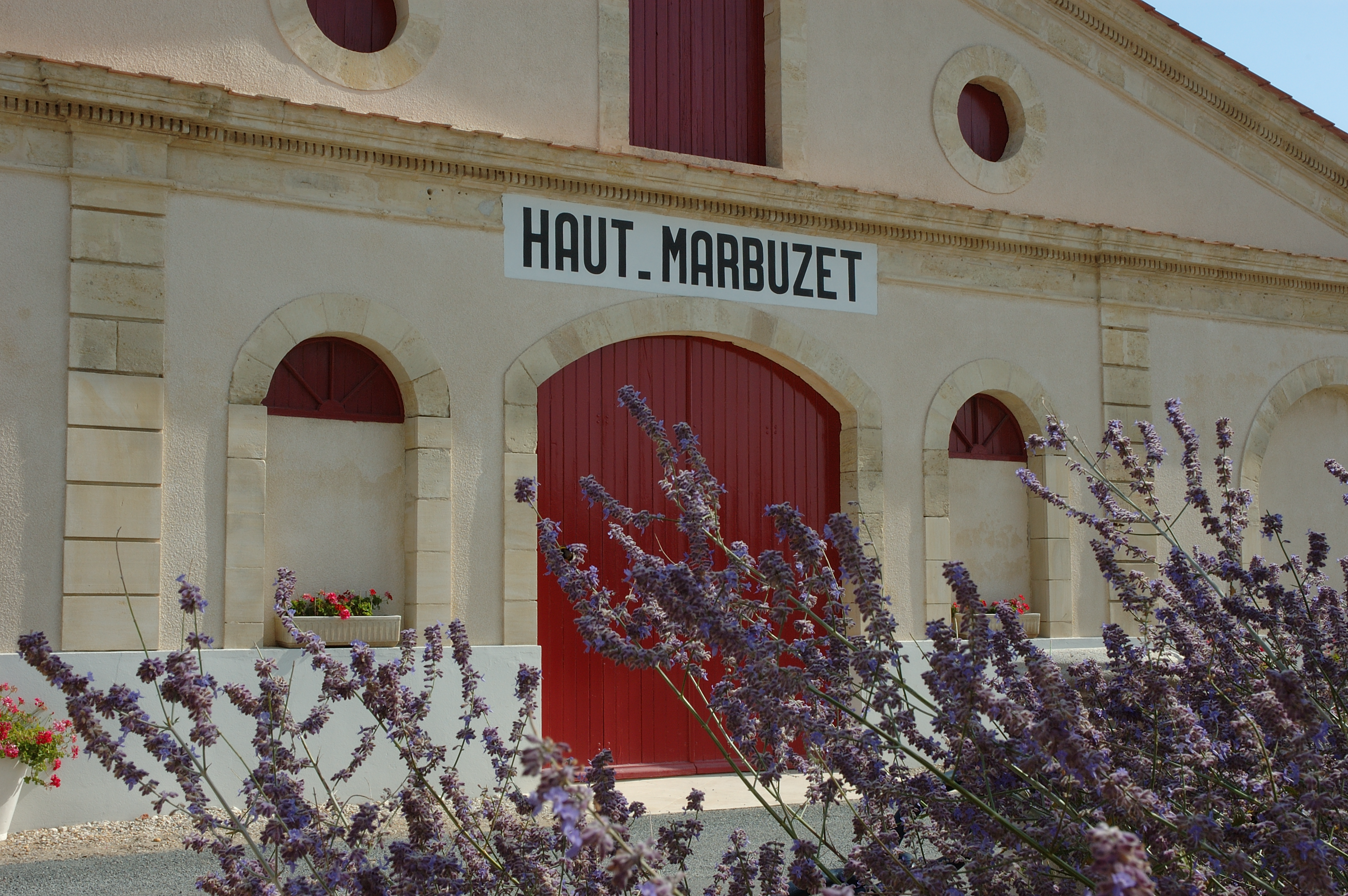

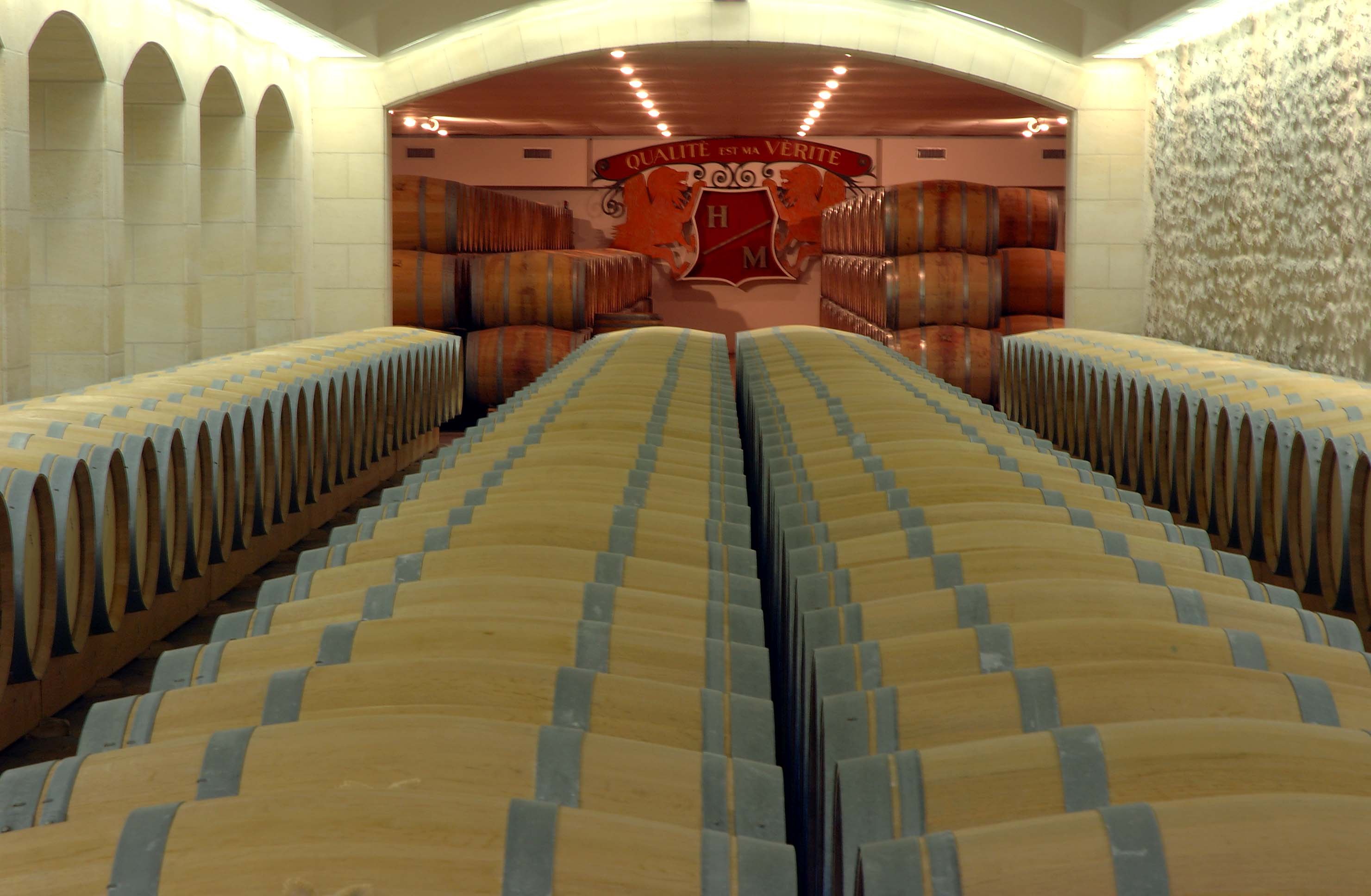

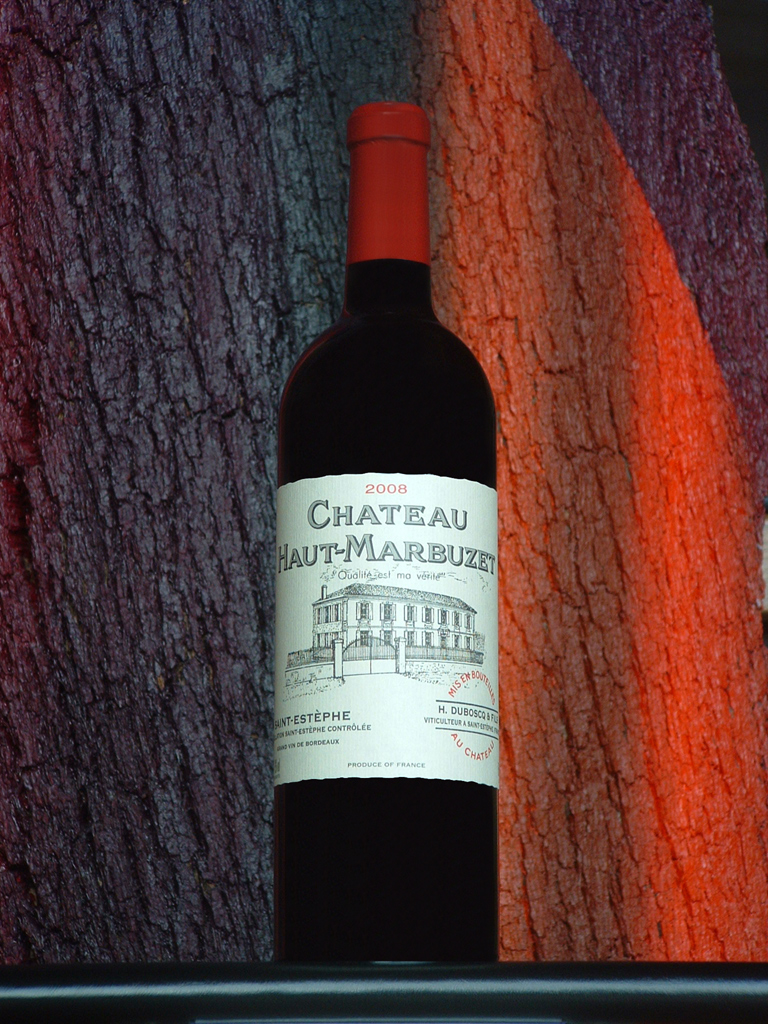

Шато О-Марбюзе (фр. Château Haut-Marbuzet) — это известное французское винодельческое хозяйство площадью 65 гектар, расположенное на территории коммуны Сант- Эстеф (Saint-Estèphe), округа Медок (Médoc), региона Бордо (Bordeaux) и имеющее право указывать « апелласьон Сант-Эстеф контроле́» (appellation Saint-Estèphe contrôlée).
Независимая семейная собственность с 1952 года. Труд Эрве́ (Hervé), a затем Генри Дюбоск (Henri Duboscq), возвёл О-Марбюзе в ранг лучших виноградников округа Медок. Впервые включёноe в список Kрю Буржуа (Crus Bourgeois) в 1932, О-Марбюзе утверждено в категории Крю Буржуа Эксепсьоне́ль (Сrus Bourgeois Exceptionnels) официальной классификации 2003 года.
В 2009 году сайт Liv-ex (London International Vintners Exchange) предложил свою классификацию вин Бордо, где шато О-Марбюзе расположено потенциально в Четвёртом Гран Крю.

## История
Несмотря на своё основание в XVIII веке, шато получило известность начиная с 1952 года, когда при делении поместья МакКарти (MacCarthy), Эрве́ Дюбоск приобрёл в пожизненную ренту неухоженный виноградник площадью 7 гектаров. Самоучка смог возродить виноградник и организовать прямую реализацию своих вин потребителю. Его сын Генри Дюбоск, в 1962 году присоединился к производству вина в индивидуальном и чувственном стиле, основанном на обильном использовании Мерло и выдержкой продукции в новых дубовых бочках ; в результате отличающегося мягкостью танинов.

## Почва
Марбюзе (Marbuzet) расположено между Кос д’Эстурнель (Cos d’Estournel) и Монтроз (Montrose), почва глинисто-известковая, базовый слой представлен пологим песчано-гравийным гребнем гюнцкого оледенения. Состав виноградника : 50 % Каберне Совиньон (Cabernet Sauvignon), 40 % Мерло (Merlot) и 10 % Каберне Фран (Cabernet Franc) с большой плотностью посадок- 9000 лоз/гектар.

## Вино
Сбор винограда, проводимый, подчас, в фазе близкой к перезрелости и использование новых дубовых бочек, способствуют О-Марбюзе делать сильное и пряное вино, то есть вино, созревающее не менее 5 лет. Согласно Бернард Жинесте (Bernard Ginestet) «в гамме таниносодержащих, то есть строгих Сант- Эстеф, О-Марбюзе удивляет фруктовой мягкостью и пленительным очарованием своих быстро освобождающихся ароматов». Согласно Мишелю Беттану (Michel Bettane) в последние годы демонстрирует «тонкость, неизвестную ранее» и более выраженную классичность. В хорошие годы, это вино, с очень долгой сохранностью (до 30 лет).